# Crédit Agricole 2008
Questa voce raccoglie le informazioni riguardanti la Crédit Agricole nelle competizioni ufficiali della stagione 2008.

## Organico

### Staff tecnico
GM=General Manager; DS=Direttore Sportivo.
|  | Naz.               | Ruolo | Sportivo              |  |  |  |
|  | ------------------ | ----- | --------------------- |  |  |  |
|  | Francia (bandiera) | GM    | Roger Legeay          |  |  |  |
|  | Francia (bandiera) | DS    | Jean-Jacques Henry    |  |  |  |
|  | Francia (bandiera) | DS    | Serge Beucherie       |  |  |  |
|  | Francia (bandiera) | DS    | Michel Laurent        |  |  |  |
|  | Francia (bandiera) | DS    | Eddy Seigneur         |  |  |  |
|  | Francia (bandiera) | DS    | Jean-Baptiste Souquet |  |  |  |

### Rosa
|  | Naz.                   |  | Sportivo            | Anno |  |  |
|  | ---------------------- |  | ------------------- | ---- |  |  |
|  | Francia (bandiera)     |  | Éric Berthou        | 1980 |  |  |
|  | Ungheria (bandiera)    |  | László Bodrogi      | 1976 |  |  |
|  | Francia (bandiera)     |  | William Bonnet      | 1982 |  |  |
|  | Russia (bandiera)      |  | Aleksandr Bočarov   | 1975 |  |  |
|  | Italia (bandiera)      |  | Pietro Caucchioli   | 1975 |  |  |
|  | Francia (bandiera)     |  | Jimmy Engoulvent    | 1979 |  |  |
|  | Kazakistan (bandiera)  |  | Dmitrij Fofonov     | 1976 |  |  |
|  | Italia (bandiera)      |  | Angelo Furlan       | 1977 |  |  |
|  | Australia (bandiera)   |  | Simon Gerrans       | 1980 |  |  |
|  | Francia (bandiera)     |  | Patrice Halgand     | 1974 |  |  |
|  | Francia (bandiera)     |  | Sébastien Hinault   | 1974 |  |  |
|  | Francia (bandiera)     |  | Jonathan Hivert     | 1985 |  |  |
|  | Regno Unito (bandiera) |  | Jeremy Hunt         | 1974 |  |  |
|  | Norvegia (bandiera)    |  | Thor Hushovd        | 1978 |  |  |
|  | Francia (bandiera)     |  | Christophe Kern     | 1981 |  |  |
|  | Lituania (bandiera)    |  | Ignatas Konovalovas | 1985 |  |  |
|  | Francia (bandiera)     |  | Christophe Le Mével | 1980 |  |  |
|  | Francia (bandiera)     |  | Cyril Lemoine       | 1983 |  |  |
|  | Francia (bandiera)     |  | Jean-Marc Marino    | 1983 |  |  |
|  | Francia (bandiera)     |  | Maxime Méderel      | 1980 |  |  |
|  | Francia (bandiera)     |  | Rémi Pauriol        | 1982 |  |  |
|  | Norvegia (bandiera)    |  | Gabriel Rasch       | 1976 |  |  |
|  | Australia (bandiera)   |  | Mark Renshaw        | 1982 |  |  |
|  | Irlanda (bandiera)     |  | Nicolas Roche       | 1984 |  |  |
|  | Francia (bandiera)     |  | Pierre Rolland      | 1986 |  |  |
|  | Francia (bandiera)     |  | Julien Simon        | 1985 |  |  |
|  | Francia (bandiera)     |  | Yannick Talabardon  | 1981 |  |  |

## Palmarès

### Corse a tappe
- Tour Down Under

1ª tappa (Mark Renshaw)
- Volta Ciclista a Catalunya

Prologo (Thor Hushovd)
1ª tappa (Thor Hushovd)
Classifica a punti (Thor Hushovd)
- Critérium du Dauphiné Libéré

7ª tappa (Dmitriy Fofonov)
Classifica scalatori (Pierre Rolland)
- Tour de Pologne

3ª tappa (Angelo Furlan)
- Tour de Langkawi

2ª tappa (Jeremy Hunt)
- Étoile de Bessèges

4ª tappa (Angelo Furlan)
- Tour Méditerranéen

1ª tappa (Thor Hushovd)
3ª tappa (Aleksandr Bočarov)
Classifica generale (Aleksandr Bočarov)
- Tour de Luxembourg

2ª tappa (Ignatas Konovalovas)
- Paris-Nice

Prologo (Thor Hushovd)
Classifica a punti (Thor Hushovd)
- Tour Ivoirien de la Paix

4ª tappa (Jimmy Engoulvent)
- Critérium International

2ª tappa (Simon Gerrans)
- Quatre jours de Dunkerque

6ª tappa (Thor Hushovd)
- GP Internacional Paredes Rota dos Móveis

1ª tappa (Nicolas Roche)
- Tour de Wallonie

5ª tappa (Patrice Halgand)
- Circuit de Lorraine

1ª tappa (Jonathan Hivert)
- Route du Sud

1ª tappa (Simon Gerrans)
- Tour de France

2ª tappa (Thor Hushovd)
15ª tappa (Simon Gerrans)
- Tour du Limousin

1ª tappa (Nicolas Roche)
3ª tappa (Sébastien Hinault)
Classifica generale (Sébastien Hinault)
- Vuelta a España

10ª tappa (Sébastien Hinault)
- Circuit Franco-Belge

2ª tappa (Mark Renshaw)
- Geelong Bay Classic Series

3ª tappa (Mark Renshaw)
Classifica generale (Mark Renshaw)
- Tour du district de Santarém

2ª tappa (Angelo Furlan)

### Corse in linea
- Tour de la Somme (William Bonnet)
- Grand Prix d'Isbergues (William Bonnet)

### Campionati nazionali
- Campionati lituani

Cronometro (Ignatas Konovalovas)
- Campionati ungheresi

Cronometro (Laszlo Bodrogi)

## Classifiche UCI

### UCI ProTour
Individuale
Piazzamenti dei corridori della Crédit Agricole nella classifica individuale dell'UCI ProTour 2008.
| Pos. | Ciclista          | Punti |
| ---- | ----------------- | ----- |
| 33   | Mark Renshaw      | 37    |
| 34   | Rémi Pauriol      | 36    |
| 47   | Pietro Caucchioli | 27    |
| 72   | Thor Hushovd      | 12    |
| 85   | William Bonnet    | 7     |
| 116  | Angelo Furlan     | 3     |
| 128  | Aleksandr Bočarov | 2     |
| 130  | Pierre Rolland    | 2     |
| 135  | Jimmy Engoulvent  | 2     |
| 138  | Cyril Lemoine     | 2     |

Squadra
La Crédit Agricole chiuse in sesta posizione con 161 punti.